# Paolo Guidotti
Pour les articles homonymes, voir Guidotti.
Paolo Guidotti, parfois appelé il Borghese (né en 1560 à Lucques et mort en 1629 à Rome) est un peintre, sculpteur et architecte italien de la fin du XVIe et du début du XVIIe siècle. Il est considéré comme l'un des représentants du maniérisme tardif romain.

## Biographie
Paolo Guidotti étudie la peinture et la sculpture à Rome où il est fait Chevalier par le pape Paul V pour avoir réalisé un groupe de six statues de marbre à l'intention du cardinal Scipione Borghese, et devient Conservateur du Campidoglio, un titre de magistrat séculier qui lui permit d'exiger des peintres un strict respect des règles en vigueur.
Guidotti aurait par ailleurs inventé un appareil volant a base d'os de baleine et de plumes avec lequel il aurait volé lors d'une démonstration à Lucques avant de s'écraser dans la chambre d'une maison en traversant le toit, se cassant une jambe.

## Œuvres
- Santa Zita disseta il pellegrino (1611-1612), Basilique San Frediano, Lucques
- Miracoli di San Silao (1611-1617), oratoire de San Lorenzo ai Servi, Lucques
- Annunciazione (1613-1615), église Santi Giovanni e Reparata, Lucques
- Madonna del soccorso, église San Pietro a Vico, Lucques
- Madonna con angeli, Villa Minutoli-Tegrimi de Vorno
- Ultima cena, Église Santa Maria Assunta (Fabbrica), Peccioli
- Beato Salvatore da Orta francescano che guarisce malati e infermi (après 1606), église et couvent de Santa Croce à Fossabanda, Pise
- San Sebastiano, église San Giacomo a Scossacavalli, Rome
- Davide con la testa di Golia (1608), basilique Saint-Paul-hors-les-Murs, Rome